# Fagonia arabica
Fagonia arabica L.  es una especie de planta de la familia Zygophyllaceae. Se encuentra en Argelia; Egipto. Libia y en el norte tropical de África en Eritrea.

## Descripción
Es una planta rastrera, las flores son de color violeta, con forma de estrella con cinco pétalos estrechos.

## Taxonomía
Fagonia arabica fue descrita por Carlos Linneo y publicado en Species Plantarum 1: 386. 1753.
Etimología
Fagonia: nombre genérico que fue nombrado en honor de Guy-Crescent Fagon, botánico y primer médico de Luis XIV (1638-1718).
arabica: epíteto geográfico que alude a su localización en Arabia.
Sinonimia
- Fagonia boulosii Hadidi
- Fagonia boulosii var. crameri Hadidi
- Fagonia thebaica Boiss.
- Fagonia thebaica var. violacea Boulos
- Fagonia tilhoana Maire
- Fagonia tilhoana var. brevipila Maire[4]